# 绿背山麻杆
绿背山麻杆（学名：Alchornea trewioides var. sinica）为大戟科山麻杆属下的一个变种。